# Trappstadt
Trappstadt je městys v německé spolkové zemi Bavorsko, v zemském okrese Rhön-Grabfeld ve vládním obvodu Dolní Franky.
V 2014 zde žilo 1 011 obyvatel.

## Poloha obce
Trappstadt leží u hranic Bavorska s Durynskem. Sousední obce jsou: Bad Königshofen im Grabfeld, Gleichamberg (Durynsko), Gompertshausen (Durynsko), Hellingen (Durynsko), Herbstadt, Schlechtsart (Durynsko), Straufhain (Durynsko) a Sulzdorf an der Lederhecke.